# 光州神社
光州神社（こうしゅうじんじゃ）は、朝鮮全羅南道光州府（現・大韓民国光州広域市）にあった神社である。旧社格は国幣小社。
祭神は天照大神・国魂大神であった。

## 歴史
1912年（大正元年）8月、府内の亀岡公園に皇大神宮の遙拝所を建立したのを嚆矢とする。
1916年（大正5年）8月に神社創立を出願し、1917年（大正6年）5月1日に天照大神を祭神とする光州神社の創立が許可され、同年11月3日に鎮座祭が執行された。
1936年（昭和11年）8月11日、道供進社（道より神饌幣帛料を供進すべき神社）に指定された。同年11月には奉賛会が組織され、社殿の造営と境内の拡張に着手したが、時局のため資材の入手が困難で遅延したが、諸工事がほぼ竣工したため、1940年（昭和15年）11月19日、本殿の遷宮祭を執行した。1941年（昭和16年）1月16日、国魂大神の増祀を申請し、同年4月8日に許可された。同年10月1日、江原神社とともに国幣小社に列格された。
日本の第二次世界大戦敗戦に伴い、1945年（昭和20年）11月17日に廃止された。
光州神社の跡地には忠霊塔が建てられている。

## 写真

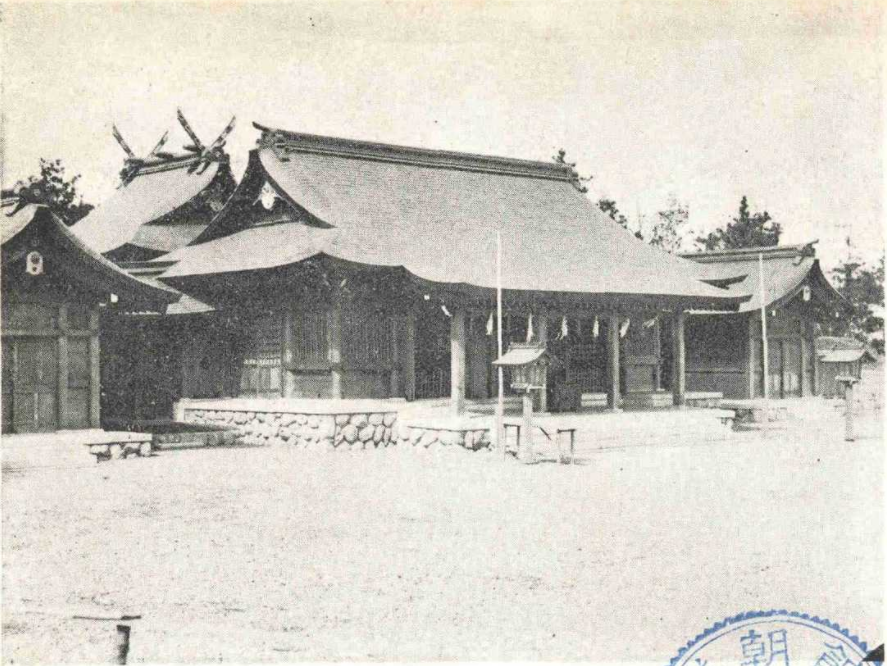
前景
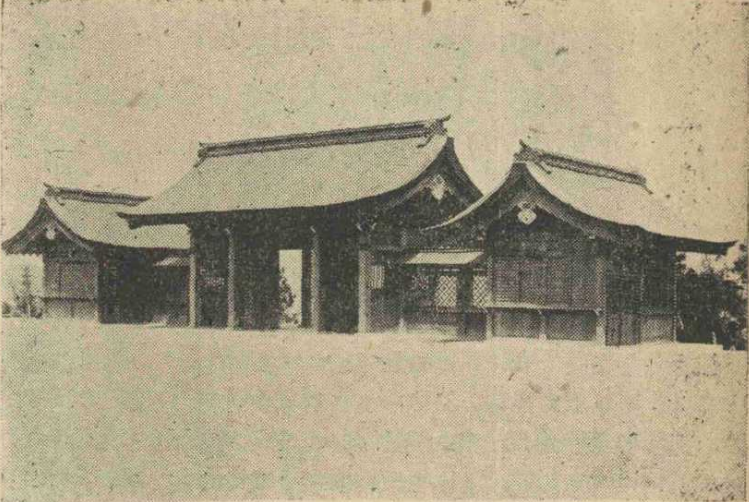
内観
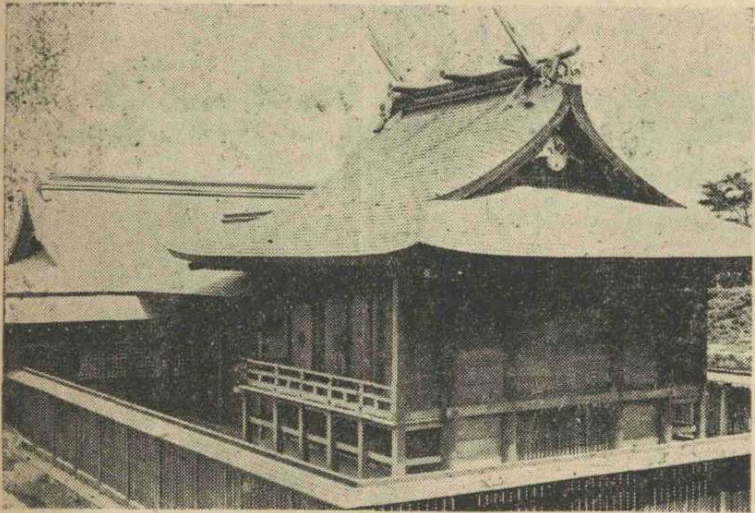
背面